# Atacul de la Makiivka
Bombardamentul de la Makiivka a fost un atac al forțelor terestre ucrainene⁠(d) asupra unei baze militare ruse din orașul Makiivka, din estul Ucrainei, în noaptea de Revelion 2023. Atacul a provocat moartea a sute de soldați ruși și a fost condamnat de Rusia ca o încălcare gravă a armistițiului. Rusia a ripostat cu mai multe atacuri asupra unor cazărmi militare din Kramatorsk, pretinzând că a ucis 600 de soldați ucraineni.
Ucraina a negat aceste cifre și a acuzat Rusia de escaladarea conflictului. Bombardamentul de la Makiivka este considerat unul dintre cele mai sângeroase incidente din cadrul Invaziei ruse în Ucraina, declanșată de peste un an în urmă.
Atacul a fost executat cu rachete HIMARS, ținta fiind o școală profesională tehnică⁠(d), unde erau cazați soldați ruși mobilizați din regiunea Saratov.